# John DeCamp
John W. DeCamp (* 6. Juli 1941 in Neligh, Nebraska; † 27. Juli 2017 in Norfolk, Nebraska) war ein US-amerikanischer Politiker und Anwalt, der von 1971 bis 1987 als Senator für die Republikanische Partei in der Nebraska Legislature saß. Er diente während des Vietnamkriegs als Infanterieoffizier in der United States Army und organisierte später die Operation Babylift. Er wurde auch durch seine Aktivitäten im Zusammenhang mit dem Franklin-Cover-Up-Skandal bekannt, hinter dem er eine große Verschwörung vermutete.

## Leben
John DeCamp studierte Rechtswissenschaften an der University of Nebraska-Lincoln (UNL), wo er 1967 seinen Abschluss in Jura machte. Er schloss sowohl seinen Bachelor-Abschluss in Philosophie als auch sein Jurastudium innerhalb von sechs Jahren ab, ein Jahr weniger als üblich. Er arbeitete als Polizist in Lincoln sowie als Polizeireporter für den Lincoln Star. Außerdem arbeitete er als Geologe an Ölbohrungen mit, u. a. im Iran. Während des Vietnamkriegs trat er in die US-Armee ein, erreichte den Rang eines Hauptmanns der Infanterie und wurde für seinen Dienst in Vietnam ausgezeichnet. Er war auch Adjutant von William Colby, dem damaligen stellvertretenden Botschafter in Vietnam, eingesetzt. Colby wurde später CIA-Direktor und blieb zeit seines Lebens ein enger Freund von John De Camp.
DeCamp begann seinen Wahlkampf für den Senat des Bundesstaates Nebraska, während er noch in Vietnam stationiert war. Er wurde gewählt und war von 1971 bis 1987 vier Amtsperioden lang Senator in der Legislative des Bundesstaates Nebraska, wobei er als „ein starker Fürsprecher für Veteranen“ beschrieben wurde. Unter den Abgeordneten wurde er aufgrund seiner zahlreichen Gesetzesentwürfe einmal zum „effektivsten Senator“ gewählt. 1975 initiierte er die Operation Baby Lift, bei der 2.800 vietnamesische Waisenkinder evakuiert wurden.
Ende der 1980er Jahre begann DeCamp im Skandal um den Zusammenbruch der Franklin Community Federal Credit Union zu ermitteln. Im Jahr 1992 schrieb DeCamp ein Buch mit dem Titel The Franklin Cover-up: Child Abuse, Satanism, and Murder in Nebraska, in dem er schrieb, dass die Behauptungen über organisierte Kinderprostiution kein Schwindel waren, wie in den offiziellen Untersuchungen festgestellt wurde. Er behauptete, dass das FBI und lokale Beamte in Nebraska an einer Vertuschung beteiligt gewesen seien. Sein Freund Wlliam Colby soll ihm zur Verfassung des Buchs geraten haben und ihm gleichzeitig gesagt haben, dass es „Ereignisse gibt, die zu groß und zu mächtig sind, bei denen für andere Menschen oder Institutionen so viel auf dem Spiel steht, dass man nichts dagegen tun kann, egal wie böse oder falsch sie sind“. DeCamp war 1993 in einer nicht ausgestrahlten Dokumentation mit dem Titel „Conspiracy of Silence“ zu sehen, die von Yorkshire Television für den Discovery Channel produziert wurde. Die Ausstrahlung des Films wurde jedoch im letzten Moment abgeblasen.
John DeCamp vertrat Paul Bonacci, einen der Zeugen in der Franklin Affäre, als Anwalt in einer Zivilklage gegen Lawrence E. King Jr., der des sexuellen Missbrauchs und des Sexhandels bezichtigt wurde. King reagierte nicht und erschien auch nicht in der Verhandlung, sodass der Richter Bonacci 1999 ein Versäumnisurteil in Höhe von einer Million Dollar zusprach, das jedoch nie bezahlt wurde. John DeCamp bezeichnete das Ergebnis als Bestätigung der Missbrauchsvorwürfe, obwohl es sich um ein Versäumnisurteil handelte, das nicht vor Gericht geprüft wurde. DeCamp vertrat in den 1990ern auch die rechtsextreme Militia of Montana als Anwalt.
Im Jahr 1996 kandidierte DeCamp für die Libertarian Party für den US-Senat, verlor aber gegen den Republikaner Chuck Hagel. 2006 versuchte DeCamp, in die Legislative von Nebraska zurückzukehren, und kandidierte für einen Sitz im 30. Bezirk, der aus Gage County und dem südlichen Lancaster County bestand. In der überparteilichen Vorwahl belegte er mit 12,3 % der Stimmen aber nur den vierten Platz unter sechs Kandidaten, womit er den Wiedereinzug in die Legislatur verpasste.
In der satirischen Klage des Nebraska-Senators Ernie Chambers gegen Gott aus dem Jahr 2008 fungierte DeCamp als Anwalt für Gott.
DeCamp starb am 27. Juli 2017 in Nebraska im Alter von 76 Jahren. Er war an Parkinson und Alzheimer erkrankt gewesen.